# ایلکه ویلودا
ایلکه ویلودا (آلمانی: Ilke Wyludda؛ زادهٔ ۲۸ مارس ۱۹۶۹) پرتاب‌گر دیسک اهل آلمان بود.
وی همچنین برندهٔ جوایزی همچون برگ بوی نقره‌ای شده‌است.